# Argyrochosma microphylla
Argyrochosma microphylla là một loài thực vật có mạch trong họ Adiantaceae. Loài này được (Mett. ex Kuhn) Windham miêu tả khoa học đầu tiên năm 1987.